# Guus Til
Guus Til (Samfya, Zambia, 22 de diciembre de 1997) es un futbolista neerlandés que juega en la demarcación de centrocampista para el PSV Eindhoven de la Eredivisie. Es internacional con la selección neerlandesa desde 2018.

## Selección nacional
Tras jugar en la selección de fútbol sub-20 de los Países Bajos y en la sub-21, finalmente en marzo fue convocado por primera vez por la selección absoluta por Ronald Koeman. Hizo su debut el 26 de marzo de 2018 en un encuentro amistoso contra Portugal que finalizó con un resultado de 3-0 a favor del combinado neerlandés.

## Estadísticas

### Clubes
| Club                       | País         | Año       | Partidos | Goles |
| -------------------------- | ------------ | --------- | -------- | ----- |
| Jong AZ                    | Países Bajos | 2016-2017 | 14       | 3     |
| AZ Alkmaar                 | Países Bajos | 2016-2019 | 96       | 28    |
| F. C. Spartak de Moscú     | Rusia        | 2019-2020 | 24       | 2     |
| S. C. Friburgo II (cedido) | Alemania     | 2020-2021 | 4        | 4     |
| S. C. Friburgo (cedido)    | Alemania     | 2020-2021 | 7        | 0     |
| Feyenoord (cedido)         | Países Bajos | 2021-2022 | 49       | 21    |
| PSV Eindhoven              | Países Bajos | 2022-     | 137      | 37    |

## Palmarés

### Títulos nacionales
| Título                        | Club          | País         | Año  |
| ----------------------------- | ------------- | ------------ | ---- |
| Supercopa de los Países Bajos | PSV Eindhoven | Países Bajos | 2022 |
| Copa de los Países Bajos      | PSV Eindhoven | Países Bajos | 2023 |
| Supercopa de los Países Bajos | PSV Eindhoven | Países Bajos | 2023 |
| Eredivisie                    | PSV Eindhoven | Países Bajos | 2024 |
| Eredivisie                    | PSV Eindhoven | Países Bajos | 2025 |
| Supercopa de los Países Bajos | PSV Eindhoven | Países Bajos | 2025 |